# Retrato de Teodoro de Urbino

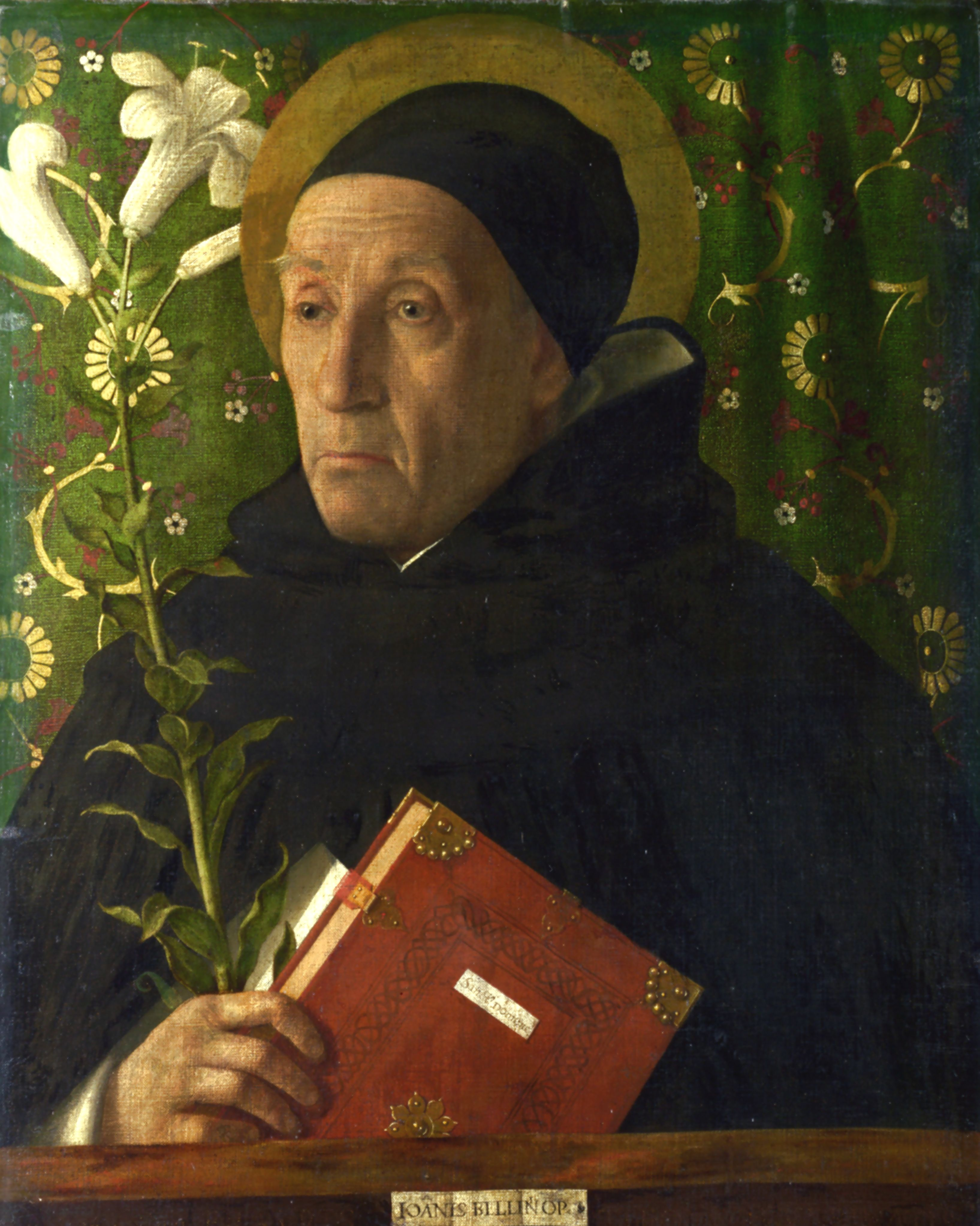
Retrato de fray Teodoro de Urbino, Giovanni Bellini; 1515.

El Retrato del hermano Teodoro de Urbino es un óleo sobre lienzo de 1515 pintado por Giovanni Bellini. Es su último retrato, ahora en el Museo de Victoria y Alberto, como préstamo a largo plazo de la Galería Nacional, en Londres. Se trata de un retrato "a lo divino", en el que el propio comitente representa al santo. Así el anciano monje dominico aparece con los atributos de Santo Domingo de Guzmán, incluyendo el austero casquete negro y el lirio blanco. Detrás, una tela verde bordada con flores y delante abajo, el característico parapeto fingido de madera típico de Bellini, con un pequeño cartelito pegado donde colocaba su firma.